# Ushtrasana

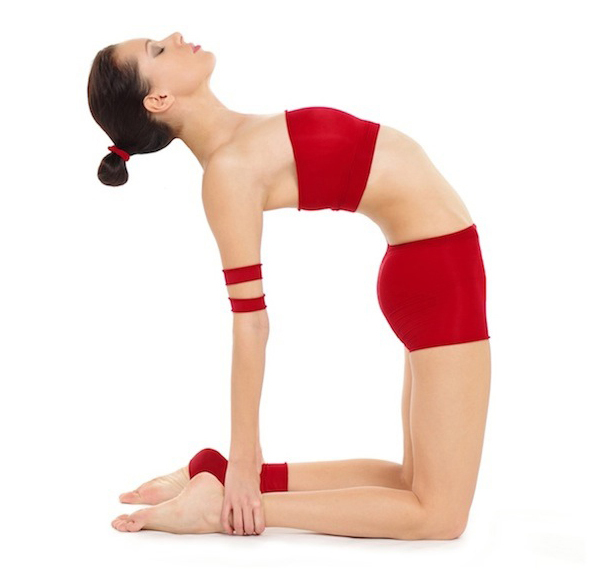
Ushtrasana

Ushtrasana (उष्ट्रासन, Uṣṭrāsana), ovvero posizione del cammello, è una āsana di Hatha Yoga. Deriva dal sanscrito "ushtra" (उष्ट्र, Uṣṭra) che significa "cammello" e "āsana" (आसन, Āsana) che significa "posizione". È una posizione della categoria "in ginocchio".

## Descrizione
Si tratta di un profondo piegamento all'indietro effettuato in ginocchio. Molte persone trovano difficoltosi i piegamenti all'indietro, poiché si tratta di movimenti poco usuali.

## Scopo della posizione
È una posizione che stimola la schiena, inarcandola nel verso opposto all'usuale curvatura, i muscoli pettorali, le braccia e le spalle. Tradizionalmente viene vista come un'apertura del "centro del cuore". Questa asana aumenta la forza dei muscoli addominali e lombari, migliorando la flessibilità e la resistenza di spina dorsale, anche e spalle.

## Posizione
Inginocchiarsi con le cosce appena allargate come l'apertura del bacino e perpendicolari al pavimento. Appoggiare inizialmente le mani sui glutei e inarcare lentamente la schiena indietro. A inarcatura completa, portare le mani sulle caviglie, facendo presa con i palmi delle mani sui talloni. Lasciar cadere la testa all'indietro.

## Controindicazioni e precauzioni
La pratica dell'Ushtrasana può causare malessere nei principianti, comunemente sotto forma di capogiri e nausea. Tuttavia, questi sintomi cessano con la pratica.

## Asana successivi
A causa dell'intensità di questo asana, esso viene tradizionalmente seguito da un breve periodo di rilassamento in Shavasana. Dopo avere eseguito Ushtrasana, il battito cardiaco si presenta spesso considerevolmente accelerato, mentre il respiro risulta profondo e lento.

## Dimensione dell'anima
„Questa apertura ardita che si può percepire nella posizione del cammello, esige una colonna vertebrale che sia stabile e flessibile in tutte le sue parti. La spina dorsale con il suo insito sistema nervoso possiede la forza di coordinare l’ampiezza verso l’esterno con la calma verso l’interno. In questo senso la posizione del cammello descrive una prima forma di dedizione consapevole, poiché la dedizione è caratterizzata dalla stabilità sviluppata e dal coraggio di staccarsi fino a un certo grado da se stessi e dal proprio corpo. L’esercizio è un simbolo del kṣamā, ossia la capacità di poter sopportare la consapevolezza stessa come strumento conscio di percezione.“